# Operation Roundup
Operation Roundup var en plan for invasion af Vesteuropa under 2. Verdenskrig. Den blev udarbejdet i 1941 af britiske planlæggere, og blev fra foråret 1942 videreudviklet af den fælles britisk-amerikanske planlægningsstab og blev sammen med planen for Operation Sledgehammer forelagt de allierede ledere i april 1942. 
Roundup var i modsætning til Operation Sledgehammer en plan for en noget større invasion, som i sine grundtræk mindede om den senere gennemførte Operation Overlord. Planen tænktes gennemført i første halvdel af 1943. I forbindelse hermed ville USA indenfor rammerne af Operation Bolero opstille en 1 mio. mand stærk invasionshær i Storbritannien. 

## 1941
Det først udkast fra de britiske planlæggere i 1941 opstillede et scenarie for en invasion, som skulle foregå med forholdsvis lidt udrustning og soldater. Udgangspunktet skulle være et demoraliseret Tyskland, som ikke længere troede på en sejr, og som trak alle styrker tilbage for at forsvare eget territorium. Som landgangsområde var udpeget strandene øst for Le Havre mellem Deauville og Dieppe. Målet var at besætte et område mellem Calais og Seinen, som ragede mellem 120 og 160 km ind i land. Invasionshæren skulle derpå erobre Antwerpen længere nordpå og via Meuse ved Liege trænge ind i Tyskland. I alt var det planen at indsætte 6 1/3 infanteridivisioner, 6 panserdivisioner og 6 panserbrigader med tilhørende forsyningsenheder. Til beskydning af kysten ville briterne kun indsætte tre skibe, herunder et slagskib. Dette viser hvilken ubetydelig tysk modstand, der blev regnet med, og hvilken ringe militær- og strategisk forståelse briterne havde på daværende tidspunkt. 
1941 versionen af Roundup planen blev ikke for alvor drevet videre, og blev heller ikke officielt forelagt beslutningstagerne. 
Efter Arcadia-konferencen i Washington (D.C.) den 31. december 1941 bekræftede den britiske premierminister Winston Churchill og den amerikanske præsident Franklin D. Roosevelt uanset den netop indtrufne amerikanske indtræden i krigen at fastholde den allerede fastlagte forudsætning om Tyskland først. Herefter begyndte den fælles udarbejdelse af angrebsplaner. 

## 1942
På grund af de forskellige synsvinkler foregik planlægningen ud fra to udgangspunkter. Briterne som var tættere på krigshandlingerne og opfattede deres eget land som truet, lagde vægt på de problemer et angreb ville medføre af taktisk og logistisk karakter. Omvendt lagde amerikanerne, som befandt sig 5.000 km borte, mere vægt på en global strategi, som omså omfattede Stillehavskrigen mod Japan. Begge synsvinkler bidrog imidlertid til udformningen af planerne. 
På et punkt var begge sider enige. Jo før man kunne inddæmme Aksemagternes ekspansion, jo før var det muligt at frigøre ressourcer fra forsvar til opbygning af en slagkraftig angrebshær. 
I januar 1942 foretrak Churchill og Roosevel en første invasionsplan for landgang i Nordafrika, operation Gymnast, men allerede i marts blev denne opgivet, da USA nu måtte engagere sig stærkere i Stillehavet end oprindelig ventet. 
Den amerikanske planlægningsstab gik nu i gang med at udarbejde Operation Sledgehammer som skulle skabe en allieret vestfront. Den samlede operation var imidlertid afhængig af om Sovjetunionen kunne binde de tyske hære eller måske endda slå dem tilbage. 

### Roundup-planlægning ved general Marshall
Den 25. marts 1942 tilkaldte Roosevelt krigsminister Henry L. Stimson til Det hvide hus for at få informationer om hvorvidt amerikanske tropper ved fremtidige offensiver bedst kunne indsættes i Nordafrika eller i Nordvesteuropa. Svaret fik han fra general Marshall den 2. april. Han fremlagde en samlet plan for en invasion over Den engelske kanal i 1943
Planen gik ud på en tretrins-operation, som bestod af en forberedelsesfase, den egentlige invasion med opbygning af brohoveder mellem Le Havre og Boulogne-sur-Mer og endelig sammensmeltningen og udbygningen af brohovederne. Logistikken gjorde, at fase to tidligst kunne indledes den 1. april 1943, mens der straks kunne begyndes på forberedelsesfasen med organisation, bevæbning og udskibning af de nødvendige tropper. I sommeren 1942 skulle små fortropsenheder gå i land på tilgængelige fjendtlige kyster, og med Marshalls ord gennemføre den første opbygning af en aktiv front. For det første kunne der hermed trækkes tyske soldater bort fra Østfronten, og hermed lette presset på Sovjetunionen, og derudover kunne de skærpe den tyske frygt for at der ud af et lille brohoved med tiden kunne komme en omfattende invasion. 
Ved hovedinvasionen, som skulle foregå i foråret 1943, var det planen at der skulle indsættes 48 divisioner, som skulle støttes af 5.800 kampfly. Landgangsområdet skulle være mellem Étretat nord for Le Havre og Cap Gris Nez. Hovedangrebet skulle sættes ind på begge sider af Somme flodens munding. Herfra var det meningen at udvide brohovedet indtil Le Havre og og Seinens nordlige bred var indtaget. Marshalls plan indeholdt også en strategi for produktion, træning foruden tilvejebringelse af og forsendelse af enhederne. Der var ganske vist stadig tilstrækkelig lang tid til at lægge planerne, men de for planens udførelse nødvendige beslutninger skulle snart træffes, da de der efter de aktuelle produktionstal kun ville være bygget 10 % af de nødvendige landgangsbåde på invasionstidspunktet. 
I den 2. uge af april begav Marshall og en af Roosevelt selv udpeget repræsentant sig til London for hurtigst muligt at få en afgørelse fra den britiske planlægningsstab. I løbet af ganske kort tid opnåedes der enighed på alle punkter. 
I midten af juni 1942 enedes Churchill og Roosevelt om at udføre den amerikanske plan for Operation Sledgehammer, som gik ud på at etablere et mindre brohoved ved Cherbourg, som skulle bruges til fremførelse af forsyninger og forstærkninger. Allerede 14 dage senere, ændrede Churchill på et senere møde sin holdning, og foreslog nu i stedet at gennemføre Operation Roundup.
Til operation Roundup skulle der stationeres 8.200 små landgangsbåde i britiske havne. Briterne så imidlertid en fare for tropperne ved de små både, da de bedre end amerikanerne kendte de til tider meget oprørte vande i Kanalen. Allerede ved et møde mellem planlægningsstabene i maj 1942 lykkedes det for briterne at overbevise amerikanerne om at der skulle bygges større og mere sødygtige landgangsskibe (LST-er), således at der kunne bringes flere soldater sikkert til den franskr kyst. Den amerikanske flåde var imidlertid på daværende tidspunkt stærkt beskæftiget med at bygge transportskibe og ubåde til indsats i Stillehavskrigen. Dette medførte en længere forsinkelse, og da de første landgangsskibe løb af stabelen skulle de bruges til træning af tropperne. Således blev det snart klart, at der ikke ville være en tilstrækkelig landgangsflåde til rådighed for Operation Roundup i foråret 1943. 

## 1943
Da både amerikanere og briter gik ind for operation Roundup blev den ikke opgivet, men blot udskudt. Den britiske generalløjtnant Sir Frederick E. Morgan, som senere blev stabschef for den øverstkommanderende (COSSAC) udvidede planen betydeligt i tiden efter marts 1943. Da der efterfølgende blev etableret et Supreme Headquarters Allied Expeditionary Force overtog dette grundtrækkene fra den af Morgan udformede plan og ændrede den til den endelige invasionsplan Operation Overlord.

## Eksterne kilder
- Cross-Channel Attack – The Roots of Strategy (engelsk)
- Det store "L" amerikansk logistik under 2. verdenskrig i det europæiske operationsområde (engelsk)